# Lijst van nummer 1-hits in de UK Singles Chart in 1993
Deze hits stonden in 1993 op nummer 1 in de UK Singles Chart:
| Datum        | Artiest                                  | Titel                                          |
| ------------ | ---------------------------------------- | ---------------------------------------------- |
| 2 januari    | Whitney Houston                          | I will always love you                         |
| 9 januari    | Whitney Houston                          | I will always love you                         |
| 16 januari   | Whitney Houston                          | I will always love you                         |
| 23 januari   | Whitney Houston                          | I will always love you                         |
| 30 januari   | Whitney Houston                          | I will always love you                         |
| 6 februari   | Whitney Houston                          | I will always love you                         |
| 13 februari  | 2 Unlimited                              | No limit                                       |
| 20 februari  | 2 Unlimited                              | No limit                                       |
| 27 februari  | 2 Unlimited                              | No limit                                       |
| 6 maart      | 2 Unlimited                              | No limit                                       |
| 13 maart     | 2 Unlimited                              | No limit                                       |
| 20 maart     | Shaggy                                   | Oh Carolina                                    |
| 27 maart     | Shaggy                                   | Oh Carolina                                    |
| 3 april      | The Bluebells                            | Young at heart                                 |
| 10 april     | The Bluebells                            | Young at heart                                 |
| 17 april     | The Bluebells                            | Young at heart                                 |
| 24 april     | The Bluebells                            | Young at heart                                 |
| 1 mei        | George Michael & Queen & Lisa Stansfield | Five live (ep)                                 |
| 8 mei        | George Michael & Queen & Lisa Stansfield | Five live (ep)                                 |
| 15 mei       | George Michael & Queen & Lisa Stansfield | Five live (ep)                                 |
| 22 mei       | Ace Of Base                              | All that she wants                             |
| 29 mei       | Ace Of Base                              | All that she wants                             |
| 5 juni       | Ace Of Base                              | All that she wants                             |
| 12 juni      | UB40                                     | (I Can't help) Falling in love with you        |
| 19 juni      | UB40                                     | (I Can't help) Falling in love with you        |
| 26 juni      | Gabrielle                                | Dreams                                         |
| 3 juli       | Gabrielle                                | Dreams                                         |
| 10 juli      | Gabrielle                                | Dreams                                         |
| 17 juli      | Take That                                | Pray                                           |
| 24 juli      | Take That                                | Pray                                           |
| 31 juli      | Take That                                | Pray                                           |
| 7 augustus   | Take That                                | Pray                                           |
| 14 augustus  | Freddie Mercury                          | Living on my own (re-mix)                      |
| 21 augustus  | Freddie Mercury                          | Living on my own (re-mix)                      |
| 28 augustus  | Culture Beat                             | Mr. Vain                                       |
| 4 september  | Culture Beat                             | Mr. Vain                                       |
| 11 september | Culture Beat                             | Mr. Vain                                       |
| 18 september | Culture Beat                             | Mr. Vain                                       |
| 25 september | Jazzy Jeff & The Fresh Prince            | Boom! Shake the room                           |
| 2 oktober    | Jazzy Jeff & The Fresh Prince            | Boom! Shake the room                           |
| 9 oktober    | Take That & Lulu                         | Relight my fire                                |
| 16 oktober   | Take That & Lulu                         | Relight my fire                                |
| 23 oktober   | Meat Loaf                                | I'd do anything for love (but I won't do that) |
| 30 oktober   | Meat Loaf                                | I'd do anything for love (but I won't do that) |
| 6 november   | Meat Loaf                                | I'd do anything for love (but I won't do that) |
| 13 november  | Meat Loaf                                | I'd do anything for love (but I won't do that) |
| 20 november  | Meat Loaf                                | I'd do anything for love (but I won't do that) |
| 27 november  | Meat Loaf                                | I'd do anything for love (but I won't do that) |
| 4 december   | Meat Loaf                                | I'd do anything for love (but I won't do that) |
| 11 december  | Mr. Blobby                               | Mr. Blobby                                     |
| 18 december  | Take That                                | Babe                                           |
| 25 december  | Mr. Blobby                               | Mr. Blobby                                     |

1952 ·
1953 ·
1954 ·
1955 ·
1956 ·
1957 ·
1958 ·
1959 ·
1960 ·
1961 ·
1962 ·
1963 ·
1964 ·
1965 ·
1966 ·
1967 ·
1968 ·
1969 ·
1970 ·
1971 ·
1972 ·
1973 ·
1974 ·
1975 ·
1976 ·
1977 ·
1978 ·
1979 ·
1980 ·
1981 ·
1982 ·
1983 ·
1984 ·
1985 ·
1986 ·
1987 ·
1988 ·
1989 ·
1990 ·
1991 ·
1992 ·
1993 ·
1994 ·
1995 ·
1996 ·
1997 ·
1998 ·
1999 ·
2000 ·
2001 ·
2002 ·
2003 ·
2004 ·
2005 ·
2006 ·
2007 ·
2008 ·
2009 ·
2010 ·
2011 ·
2012 ·
2013 ·
2014 ·
2015 ·
2016 ·
2017 ·
2018 ·
2019 ·
2020 ·
2021
- Nederland (Top 40)
- Nederland (Single Top 100)
- Vlaanderen (Radio 2 Top 30)
- Australië
- Duitsland
- Frankrijk
- Italië
- Verenigd Koninkrijk
- Verenigde Staten (Hot 100)